# Андреюс Заднепровскіс
Андреюс Заднепровскіс  (лит. Andrejus Zadneprovskis; нар. 31 серпня 1974, Калінінград) — литовський сучасний п'ятиборець, олімпійський медаліст.

## Виступи на Олімпіадах
| Олімпіада    | Дисципліна | Місце |
| ------------ | ---------- | ----- |
| Атланта 1996 | особисті   | 13    |
| Сідней 2000  | особисті   | 7     |
| Афіни 2004   | особисті   | 2     |
| Пекін 2008   | особисті   | 3     |